# Fågelsjön, Dalarna
Fågelsjön är en sjö i Orsa finnmark i landskapet Dalarna och belägen inom Ljusdals kommun och ingår i Ljusnans huvudavrinningsområde. Sjön har en area på 7,95 kvadratkilometer och ligger 408 meter över havet. Sjön avvattnas av vattendraget Fågelsjöån till sjön Tyckeln, som i sin tur avvattnas av Björnån till Voxnan. Sjön är omkring fem kilometer i nordvästlig ritning och har många öar, av vilka de största är Kvastholmen och Granholmen. Norr om sjön ligger byn Fågelsjö.

## Delavrinningsområde
Fågelsjön ingår i det delavrinningsområde (685353-143869) som SMHI kallar för Utloppet av Fågelsjön. Medelhöjden är 432 meter över havet och ytan är 34,53 kvadratkilometer. Räknas de 20 avrinningsområdena uppströms in blir den ackumulerade arean 192,12 kvadratkilometer. Voxnan som avvattnar avrinningsområdet har biflödesordning 2, vilket innebär att vattnet flödar genom totalt 2 vattendrag innan det når havet efter 217 kilometer. Avrinningsområdet består mestadels av skog (45 procent) och sankmarker (26 procent). Avrinningsområdet har 7,9 kvadratkilometer vattenytor vilket ger det en sjöprocent på 22,8 procent.